# Glyptothorax tiong
Glyptothorax tiong är en fiskart som först beskrevs av Popta, 1904.  Glyptothorax tiong ingår i släktet Glyptothorax och familjen Sisoridae. Inga underarter finns listade i Catalogue of Life.